# Xmucane
Xmucane est une déesse de la religion maya. Selon une légende, elle a moulu 9 grains de maïs formant une farine, y a ajouté de l’eau pour en former une pâte et utilisa cette pâte afin de modeler les premiers Mayas (dont le nom provient du mot « maïs ».)  Oxomoco, chez les Aztèque. Axomama, chez les incas.